# Heinkel HD 23
Die Heinkel HD 23 ist das erste in Deutschland speziell für den Einsatz auf Schiffen konzipierte Jagdflugzeug und entstand in der Mitte der 1920er Jahre. Das Kürzel HD steht für Heinkel Doppeldecker.

## Geschichte
Im April 1926 wandte sich die japanische Marine mit dem Auftrag an die Firmen Aichi, Mitsubishi und Nakajima, ein neues Trägerjagdflugzeug als Ersatz für den bis dahin genutzten Typ 10 zu entwickeln. Die gewünschten Leistungsparameter waren außerordentlich anspruchsvoll. Besonders schwer zu erfüllen war die Forderung einer Startstrecke von nur 10 Metern, die bei einem bei Gegenwind von 20 Knoten (etwa 37 km/h) und ohne Starthilfe ausreichen sollte, um das Flugzeug in die Luft zu befördern. Dieser Punkt war auf die Bauart der beiden ersten japanischen Flugzeugträger Kaga und Akagi zu jener Zeit zurückzuführen, die neben dem normalen, regulär von den an Bord stationierten Bombern genutzten Hauptdeck noch ein bis zwei darunterliegende Nebendecks umfasste, welche für den Jägerstart vorgesehen und mit einer Startbahn von 10 bis 15 Metern ausgerüstet waren. Aichi selbst beteiligte sich nicht an diesem Auftrag, sondern reichte ihn, die bisher mit den Heinkel-Werken in Warnemünde gemachten guten Erfahrungen in der bisherigen Zusammenarbeit berücksichtigend, an Ernst Heinkel weiter. Dieser reagierte in der für ihn typischen und von seinen Geschäftspartnern geschätzten Schnelligkeit und entwickelte noch im selben Jahr die HD 23. Für den vorgesehenen Trägereinsatz war das Muster mit einigen für diese Zeit allgemein nicht üblichen Details ausgestattet. Der Rumpf erhielt eine ungewöhnliche Bootsform, die Notlandungen auf dem Wasser erleichtern sollte. Aus diesem Grund war es auch möglich, die Zweiblatt-Luftschraube in der Waagerechten zu arretieren. Um eine lange Schwimmfähigkeit zu gewährleisten, wurden sowohl der Rumpf als auch das Tragflächenmittelstück wasserdicht gestaltet und mit Schwimmtanks versehen. Ein Überschlagen während einer Wasserlandung sollte durch ein abwerfbar gestaltetes Hauptfahrwerk vermieden werden.
Der erste und einzige Prototyp mit der Werknummer 257 wurde 1926 fertiggestellt. Er erhielt einen Hispano-Suiza-Motor mit 450 PS, doch stellte dieser sich bei der kurz darauf begonnenen Erprobung als zu schwach heraus, da die HD 23 durch die vielen Neuerungen schwerer als geplant geworden war, weshalb auf das gerade neu entwickelte BMW-VI-Triebwerk mit 660 PS zurückgegriffen wurde. Die ab 1926 durchgeführten Tests bestätigten die Eignungsfähigkeit einiger Neuerungen. So konnte mit den in den Vorderkanten der Tragflächen eingebauten Störklappen während der Landephase ein gezielter Strömungsabriss herbeigeführt und die Ausschwebestrecke um 25 % von 160 m auf etwa 120 m verkürzt werden. Die HD 23 erreichte bei der Erprobung eine Geschwindigkeit von fast 250 km/h, was sie zum zu diesem Zeitpunkt schnellsten deutschen Flugzeug machte. Eine kuriose Begleiterscheinung bildete eine polizeiliche Strafverfügung wegen „groben Unfugs und ohrenbetäubendem Lärm“, die gegen den Heinkel-Piloten Wolfram Dick für seine am 3. Februar 1927 in Warnemünde durchgeführten Geschwindigkeitsmessflüge verhängt wurde. Auf dem Wasser des Breitlings wurde auch die Schwimmfähigkeit nachgewiesen, allerdings nur mit ausgebautem Motor, dessen Gewicht durch Sandsäcke simuliert wurde. Auch das Abwerfen des Fahrwerks konnte an der in der Werkhalle unter der Decke aufgehängten HD 23 erfolgreich getestet werden, einen Tag, bevor die japanische Abnahmekommission in Warnemünde eintreffen sollte. Dabei kam es allerdings zu einem folgenschweren Zwischenfall, als sich eine Halteseil löste und das Flugzeug auf dem Boden aufschlug und rumpfmittig zerbrach. Die anschließend unter angestrengtem Zeitdruck durchgeführte Reparatur konnte aber rechtzeitig beendet und das Muster tags darauf den japanischen Vertretern präsentiert werden. Im August 1927 gelangte die HD 23 auf dem Schiffsweg nach Japan. Dort wurde sie unter der Bezeichnung Versuchsträgerjagdflugzeug Typ H ebenfalls einigen Tests unterzogen, die zwar im Allgemeinen günstig verliefen, aber auch einige Mängel zutage treten ließen. Die japanische Seite beanstandete die nicht ausreichende Manövrierfähigkeit und eine gewisse Kopflastigkeit. Auch sprach das eingangs erwähnte hohe Gewicht gegen die HD 23. Zwar sollen bei Aichi noch zwei Typ H entstanden sein, doch blieb es letztendlich beim Prototypenstadium. Die Marine entschied sich stattdessen für den auf der britischen Gloster Gambet basierenden Typ 3 von Nakajima.

## Aufbau
Die HD 23 ist ein einstieliger, gestaffelter Doppeldecker in Holzbauweise.
Rumpf: Der Rumpf besteht aus einem Holzgerüst mit Sperrholzbeplankung mit einer als gekielter Bootsrumpf ausgelegten Unterseite. Im Innern sind Schwimmzellen installiert, die eine Schwimmfähigkeit des Flugzeugs von 24 h ermöglichen sollen. Hinter dem Cockpit befinden sich seitlich angebrachte Kühler (Ohrenkühler), da eine konventionelle Anbringung an Stirn- oder Bugunterseite aufgrund der Bootsauslegung nicht möglich ist. Für den Trägereinsatz sind am Rumpf vier Katapultbeschläge vorhanden.
Tragwerk: Die Tragflächen bestehen aus einem Holzgerüst mit zwei Kastenholmen und Sperrholzbeplankung, wobei der Unterflügel wasserdicht ausgeführt und im Mittelteil mit Schwimmzellen versehen ist. Der Oberflügel ist einteilig und mit einem Baldachin mit dem Rumpf verbunden. Der Unterflügel besteht aus dem mit dem Rumpf eine Einheit bildenden Mittelstück und zwei Außenflügeln, die durch N-Stiele mit dem Oberflügel verbunden sind. Sowohl an Ober- als auch Unterflügelvorderkanten sind zur Verkürzung der Landestrecke Vorflügel eingesetzt.
Leitwerk: Das Leitwerk in Holzbauweise besteht aus Seiten- und Höhenflosse, wobei letztere mit je einem I-Stiel pro Seite zum Rumpf hin abgestützt ist. Querruder befinden sich im Oberflügel.
Fahrwerk: Die HD 23 verfügt über ein Hauptfahrwerk mit geteilter Achse und ölgedämpften vorderen Streben. Es ist abwerfbar gestaltet, um im Gefahrenfall eine problemlose Landung auf dem Wasser zu ermöglichen. Am Heck befindet sich ein gefederter Blattsporn.

## Technische Daten
Die in Klammern angegebenen Werte beziehen sich auf die Ausführung mit Hispano-Suiza-Motor.

| Kenngröße             | Daten                                                                          |
| --------------------- | ------------------------------------------------------------------------------ |
| Besatzung             | 1                                                                              |
| Spannweite            | 10,8 m                                                                         |
| Länge                 | 7,55 m                                                                         |
| Höhe                  | 3,89 m                                                                         |
| Flügelfläche          | 36,0 m²                                                                        |
| Leermasse             | 1470 kg (1275 kg)                                                              |
| Zuladung              | 600 kg                                                                         |
| Startmasse            | 2070 kg (1830 kg)                                                              |
| Triebwerk             | ein flüssigkeitsgekühlter Zwölfzylinder-V-Motor BMW VIa (Hispano-Suiza 12 HA)  |
| Leistung              | 485 kW (659 PS) (331 kW (450 PS))                                              |
| Höchstgeschwindigkeit | 249 km/h (217 km/h) in Bodennähe                                               |
| Landegeschwindigkeit  | 88 km/h (87 km/h)                                                              |
| Steigzeit             | 1,6 min auf 1000 m 5,8 min auf 3000 m 18,4 min auf 6000 m                      |
| Gipfelhöhe            | 7900 m (6500 m)                                                                |
| Bewaffnung            | zwei starre 7,7-mm-MG über dem Motor zwei 30-kg-Bomben an Unterflügelstationen |